# Takahashi Daigo
Daigo Takahashi (髙橋 大悟 (Cao-Kiều Đại-Ngộ) Takahashi Daigo, sinh ngày 17 tháng 4 năm 1999) là một cầu thủ bóng đá người Nhật Bản.

## Sự nghiệp câu lạc bộ
Daigo Takahashi đã từng chơi cho Shimizu S-Pulse.